# 瓦泽
瓦泽（法語：Oizé，法語發音：[waze]）是法国萨尔特省的一个市镇，属于拉弗莱什区。

## 地理
瓦泽（47°48'38"N, 0°6'12"E）面积16.91 平方千米，位于法国卢瓦尔河地区大区萨尔特省，该省份为法国西北部内陆省份，北起顺时针与奥恩省、厄尔-卢瓦省、卢瓦-谢尔省、安德尔-卢瓦尔省、曼恩-卢瓦尔省和马耶讷省接壤，是法国大西部的入口，连接卢瓦尔河谷、布列塔尼和巴黎盆地。
与瓦泽接壤的市镇（或旧市镇、城区）包括：伊夫雷勒波兰、拉方丹圣马丹、芒西涅、勒凯伊、圣让德拉莫特。

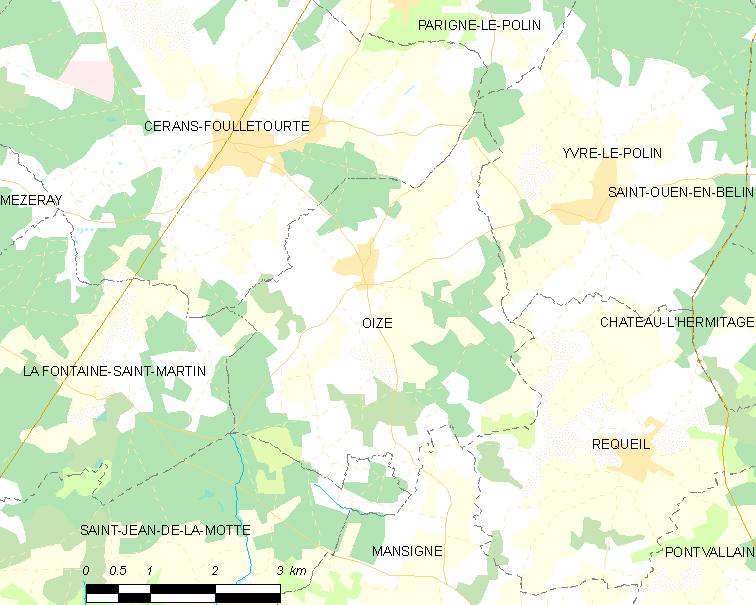
瓦泽的OSM定位图

瓦泽的时区为UTC+01:00、UTC+02:00（夏令时）。

## 行政
瓦泽的邮政编码为72330，INSEE市镇编码为72226。

## 政治
瓦泽所属的省级选区为勒吕德县。

## 人口

1962-2008年间瓦泽人口变化图示

瓦泽于2022年1月1日时的人口数量为1325人。